# 아이오닉 5 N
아이오닉 5 N은 현대자동차의 첫 번째 고성능 순수 전기차다

## 상세
2023년 7월 13일, 영국 굿우드 페스티벌 오브 스피드(Goodwood Festival of Speed)에서 공개됐다.고성능 사륜구동 시스템을 바탕으로 최고 출력 478kW(650마력, 부스트 모드 기준), 최대 토크 770Nm(8.5kgf·m, 부스트 모드 기준)를 갖춰 제로백 3.4초를 발휘하며 84kWh의 고출력 배터리를 탑재했다.
‘전륜 스트럿 링’, ‘서브프레임 스테이’ 등을 적용해 전반적인 차체 강성을 강화했으며 후륜 휠하우스 안쪽 차체를 보강해 기존 아이오닉 5 대비 비틀림 강성을 11% 증대시켰다.
WRC 랠리카에 적용된 기능통합형 액슬(IDA, Integrated Drive Axle)이 전∙후륜에 모두 적용됐다.
좌우 바퀴 구동력을 능동적으로 제어하는 전자식 차동 제한장치(e-LSD), 전자제어 서스펜션(ECS)을 탑재했으며 N 페달, N 드리프트 옵티마이저, N 토크 디스트리뷰션 등 코너링 특화 사양이 적용됐다.
주행 목적에 따라 배터리 온도를 최적으로 관리해주는 'N 배터리 프리컨디셔닝' 기능과 'N 레이스' 기능 등 고성능 전기차 모델을 위한 배터리 열 관리 시스템이 적용됐다.

### 디자인
전면부는 냉각 성능을 높이는 N 전용 라디에이터 그릴과 공력성능을 강화하는 에어커튼, 에어플랩이 적용됐다. 블랙 색상의 N 전용 범퍼 커버와 범퍼 하단부를 낮게 가로지르는 립 스포일러가 장착됐다.
후면부는 기존 아이오닉 5 대비 약 100mm 길어진 전용 리어 스포일러와 에어 아웃렛, 리어 디퓨저가 적용됐다.
실내는 스티어링 휠, 시트 도어스커프, 메탈 페달 등에 N 브랜드 전용 디자인 사양이 적용됐다.

### 사양
내연기관 모터스포츠 차량에서 영감을 받은 가상 변속 시스템 'N e-쉬프트'와 총 3가지의 주행 사운드를 제공하는 가상 사운드 시스템 'N 액티브 사운드 플러스'가 적용됐다. 기존 현대차 전동화 차량에 적용된 400V/800V 멀티 급속 충전 시스템, V2L 기능이 적용됐다.

### 2025 아이오닉 5 N (2024년 9월 24일 ~ 현재)
2024년 9월 24일에 아이오닉 5 N 연식변경 모델, 2025 아이오닉 5 N이 출시됐다. 2025 아이오닉 5 N은 원활한 드리프트 주행을 돕는 N 드리프트 옵티마이저의 제어 단계를 10단계로 세분화했으며, 차량 거동과 노면 변화 등 드리프트 상태 판단을 위한 차량 신호 모니터링 로직을 개선했다. 또한 아이오닉 5 N의 가상 변속 시스템 N e-쉬프트에 다운 쉬프트 메모리와 다운 힐 어시스트 기능이 추가됐으며, 지능형 헤드램프, 워크 어웨이 락, 실내 V2L, 진동경고 스티어링 휠, 2열 세이프티 윈도우 등의 편의 사양을 기본 적용했다.
판매 가격은 전기차 세제혜택 후 기준으로 7,700만 원이며, 정부 및 지자체 보조금에 따라 실 구매가격은 더 낮아질 수 있다.

### 파생 모델

#### NPX1
2024년 1월 12일, 도쿄오토살롱 2024 에서 공개된 N 퍼포먼스 컨셉 모델.
카본 프론트 스플리터, 사이드 스커트, 리어 디퓨저, 리어 윙 스포일러, 경량 하이브리드 카본 휠[15], 고성능 브레이크 패드를 비롯한 N 퍼포먼스 파츠들로 구성이 되어있고, NPX1 컨셉트에 적용된 프로토타입 N 퍼포먼스 파츠들은 2024년 판매를 목표로 출시 및 생산된다. 현대는 NPX1을 기점으로 모든 N 모델에 N 퍼포먼스 파츠 제품 라인업을 확대한다고 한다.
N 퍼포먼스 파츠는 2019년 최초 출시됐으며, 여러 N모델에 걸쳐 차종별로 리얼 카본 소재 스포일러, 디퓨져 등 외장 파츠, 알칸타라 소재를 적용한 스티어링 휠과 파킹 레버 등의 인테리어 파츠, 모노블록 4피스톤 캘리퍼와 하이브리드 대구경 디스크가 적용된 브레이크 시스템, 경량 단조휠 등이 적용됐다.

### eN1 컵 카
2024년 3월 30일 경주용 차량 '아이오닉5 N eN1 컵 카'를 공개했다. 최고 출력 478㎾·650마력의 전·후륜 모터와 84.0kWh의 고출력 배터리 등 아이오닉5 N에 서킷 주행을 위한 여러 요소가 추가돼 제작됐다. 레이스 전용 슬릭 타이어, 낮고 넓은 스타일의 오버휀더와 윤거를 넓혀 핸들링 성능을 높이고 앞 범퍼 하단에는 프런트 립을, 후면에는 리어 윙을 추가해 공력 성능을 끌어올렸다.
경량화를 위해서는 운전석을 제외한 시트와 카 매트 등 불필요한 부품을 제거했고, 단조 휠과 섬유강화플라스틱(FRP) 후드 등 경량 제품을 활용했다.
eN1 컵은 현대자동차가 2024년 4월 27일 (토) ~ 11월 10일 (일)에 운영하는 원메이크 레이스로 2024년 '현대 N 페스티벌'에 시범 진행되는 'eN1 클래스' 다. 경기 전용 경주차로 운용되며 이 경기는 기존 '아반떼N 컵'(N1 클래스)과 같이 프로 선수들이 참여하는 전기차 레이스이다.

### TA Spec
파이크스 피크 인터내셔널 힐 클라임에 출전할 차량이다. 2024년 6월 1일 뉘르부르크링 24시 레이스 현장에서 '아이오닉5 N TA Spec'을 공개했는데 아이오닉 5 N TA Spec 2대와 양산형 아이오닉 5 N 2대가 6월 23일 파이크스 피크 인터내셔널 힐 클라임에 출전한다. 
기존 모델보다 후면 모터의 출력을 27kW(37마력) 향상시켜 총 687마력을 발휘한다.
아이오닉 5 N TA Spec은 84.0kWh 고용량 배터리ㆍ650마력을 낼 수 있는 고출력 모터 시스템을 갖추고 있다. 이와 함께 고성능 충격 흡수 장치ㆍ18인치 슬릭 타이어ㆍ공기역학성능 강화 설계ㆍ배터리 화재 방지 시스템 등 모터스포츠 전용 패키지가 탑재됐다. 새로운 쇽업소버, 고성능 브레이크 시스템, 요코하마 18인치 슬릭 타이어, 다운포스를 극대화하는 공력 패키지 등 레이싱에 특화된 업그레이드 됐다. 안전성 강화를 위해 레카로 버킷시트, 6점식 안전벨트, PPIHC 규격 롤케이지, EV 화재 진압 시스템 등을 갖췄다.
드라이버는 모터트렌드 저널리스트인 랜디 폽스트(Randy Pobst)와 스페인 출신 WRC 챔피언십 드라이버 다니 소르도(Dani Sordo).
다니 소르도가 아이오닉 5 N TA Spec으로 9분 30.852초의 기록으로 완주하며 양산형 전기차 개조 차량 세단 최고 기록을 달성했다.

### 아이오닉 5 N DK 에디션 (2025년 출시 예정)
2025년 1월 10일 2025 도쿄 오토살롱에서 아이오닉 5 N DK 에디션이 최초 공개됐다. 아이오닉 5 N DK 에디션은 일본 레이서 츠치야 케이치와 협업해 개발한 N 퍼포먼스 파츠 장착 스페셜 모델이다. DK는 츠치야 케이치의 별명인 드리프트 킹(Drift King)에서 이름을 따왔다고 한다.
아이오닉 5 N DK 에디션에는 두랄루민을 정밀 가공해 제작한 6P 모노블록 브레이크 캘리퍼와 기존 모델 대비 면적을 54% 넓히고 마찰계수를 강화한 전용 브레이크 패드, 휠과 타이어 안착면에 특수한 톱니 가공 구조가 적용된 21인치 경량 단조 휠, 차량 무게 중심을 낮추는 로워링 스프링 등 전용 부품이 장착됐다. 또한 탄소섬유 소재로 제작된 프론트 스플리터, 사이드 스커트, 리어 윙 스포일러가 적용됐다.
아이오닉 5 N DK 에디션은 2025년 상반기에 국내와 일본에서 출시할 예정이다.

## 제원
| 구분                          | 아이오닉 5 N                                        |
| 전장(mm)                      | 4,715                                               |
| 전폭(mm)                      | 1,940                                               |
| 전고(mm)                      | 1,585                                               |
| 축거(mm)                      | 3,000                                               |
| 모터 최대 출력(kW) / 토크(Nm) | 478/770 (※ NGB 모드 작동 시) (일반 모드 시 448/740) |
| 배터리 용량(kWh)              | 84                                                  |

## 수상 내역
- 영국 <2025 왓 카 어워즈> - ‘최고의 핫해치 전기차’, ‘최고의 기술’ 선정
- 미국 카 앤 드라이버 <2025 에디터스 초이스 어워즈> - '콤팩트 전기 SUV' 부문
- 미국 카 앤 드라이버  <10 Best Trucks for 2025>

## 같이 보기
현대자동차
현대 N
전기차
아이오닉 5
현대자동차그룹